# Революция в Тунисе (2010—2011)
Волнения в Тунисе (2010—2011) или (Вторая) Жасминовая революция (фр. Révolution de jasmin, араб. ثورة الياسمين‎) и Финиковая революция) — волна общенационального недовольства политикой президента Туниса Зин эль-Абидина Бен Али, которая привела к его отставке 14 января 2011 года.

## Предыстория
Тунис — североафриканская страна с одним из наиболее высоких уровней образования в регионе. После получения независимости от Франции в 1956 году уровень политического развития существенно отставал от стандартов западноевропейских стран. С 1956 по 2011 год Тунисом руководили всего два президента: Хабиб Бургиба, отстранённый от власти в 1987 году, и Зин эль-Абидин Бен Али. В то время как коррупция при Бургибе удерживалась на относительно невысоком уровне, а Бен-Али обещал проводить тот же курс, который ранее проводил Бургиба, со временем вокруг него начали складываться различные группы влияния. В первую очередь такую группу составляло окружение его второй жены, Лейлы Трабелси. В стране резко вырос уровень коррупции, ухудшилось экономическое положение. Увеличилась безработица, в первую очередь затронувшая выпускников школ и университетов. Мелкие политические партии не были запрещены (за исключением исламистских), но не имели никакого влияния. 

## Причины революции
Тунис является аграрной страной с развивающейся промышленностью, которой на протяжении 23 лет руководил бессменный президент Зин Эль-Абидин Бен Али, свергнутый в результате революции 14 января 2011 года. Характерными особенностями страны являются относительно высокие экономические показатели в регионе и успешная работа в области антитеррористической деятельности. Быстрый экономический рост характеризовался: увеличением среднего класса, сокращением количества населения, живущего за чертой бедности, уменьшением безработицы. Два последних десятилетия показали достаточно высокие успехи в росте народного хозяйства, который составил около 5 % в год. За период 2004—2009 годов доход на душу населения вырос с 3,5 тыс. динаров ($2,7 тыс.) до 5 тыс. динаров ($3,9 тыс.). На социальные нужды государство направляло 20 % валового внутреннего продукта. Если в 1984 году ниже уровня бедности (менее 2 динаров на человека в день) жило 20 % тунисцев, то в 2005 году — уже 6 %, а в 2010 году — всего 3,8 %. 80 % тунисских семей являются собственниками жилья, 21 % владеет автомобилями, 80 % сельских жителей имеют доступ к электроэнергии, 70 % — к питьевой воде. В стране возник многочисленный, составляющий 60 % населения, средний класс, на долю которого приходится 83 % потребления. Характерным для Туниса был к тому же низкий, всего лишь двукратный разрыв в потреблении между бедными и богатыми слоями общества.

### Экономические причины
Несмотря на рост экономики, проблему безработицы решить не удавалось. На 2010 год безработица в Тунисе составила около 13-14 %. Однако у безработицы в Тунисе была одна характерная черта: более 60 % безработных занимала молодёжь и выпускники ВУЗов. Соответственно, дети, после огромных затрат на их обучение, становились обузой для семьи и целыми днями сидели дома без возможности найти работу. Далее именно эта возрастная прослойка (19-25 лет) стала одной из основных движущих сил революции.
По данным неправительственной организации по борьбе с коррупцией Transparency International Тунис занимает 73 место с рейтингом 3.8, означающим достаточно бедственное положение в этом ключе. Высокий уровень коррупции является серьёзным барьером для развития экономики, и вполне очевидно что средний класс, поднимающийся на волне роста экономики, был крайне недоволен коррупционной ситуацией, которая не позволяла ему расти дальше.
23 года у власти одного человека не могли не оставить определённого отпечатка на экономике, которая, как свойственно большинству исламских стран (стран Магриба), находится в руках у нескольких влиятельных семей(кланов). Таким образом, за 23 года Зин Эль-Абидин Бен Али, вместе со своей женой Лейлой Трабелси, которая тоже происходила из влиятельной семьи, сумел подчинить себе почти все сектора экономики, что стало поводом для недовольства других внутриполитических и внутриэкономических факторов, а также подрастающей бизнес-элиты, которой не хватало пространства для развития.

### Политические причины
Политической причиной является не столько факт долгого пребывания у власти, а факт авторитарного её захвата. То есть хотя де-юре политический плюрализм и выборность президента никто не отменял, проводилось постоянное подавление оппозиции, поэтому де-факто лишь одна партия всё время была у власти.

### Социальные причины
Тунис, бывшая французская колония, которая несмотря на то, что является однонациональным государством, так как 98 % населения являются арабами, и моноконфессиональным, исламским государством (98 % населения исповедует ислам), ведет прозападный (проевропейский) курс, из чего следует раскол между национальными ценностями и теми, на которые они ориентированы, а если учитывать процессы глобализации и развития средств массовой информации, то не трудно понять, откуда в арабском консервативном обществе зародились идеи революции.

## Повод
Толчком к началу массовых выступлений послужило публичное самосожжение 17 декабря 2010 года уличного торговца фруктов и овощей в Сиди-Бузид (вилайет Сиди-Бу-Зид) Мохаммеда Буазизи, чьи товары были конфискованы властями.

## Хронология событий

### Начало волнений
- 24 декабря — из тунисского городка Мензел Бузайен[фр.][15](в окрестностях Сиди-Бузида, где 17 декабря произошло самосожжение уличного торговца Мохаммеда Буазизи) приходят сообщения о демонстрациях протеста против коррупции и безработицы, которые выливаются в беспорядки. Разъярённая толпа атаковала штаб-квартиру правящей конституционно-демократической партии, штаб национальной гвардии и вокзал. В результате бунта коктейлями Молотова сожжены три автомобиля, локомотив и штаб-квартира партии. Полицейские и активисты укрылись от мятежников в местной мечети[16]. В ходе столкновений с полицией застрелен один из демонстрантов[17]
- 27 декабря — тунисские профсоюзы (самый крупный из них «Всеобщий союз труда») провели в столице страны манифестацию солидарности с волнениями в Сиди-Бузид. Акция собрала 1000 человек, носила мирный характер, однако была разогнана полицией[18]. Чтобы разогнать мирный протест, полиция применила силу. По словам Мохтара Трифи, президента Тунисской лиги по правам человека, адвокаты-участники демонстрации были жестоко избиты[19].
- 3 января — акции протеста против безработицы и увеличения стоимости жизни прошли в городе Тала[англ.]: двести пятьдесят человек, в основном студенты, вышли на поддержку демонстрантов в Сиди-Бузида, но также были разогнаны полицией. В ответ они подожгли шины и напали на офис правящей партии «Демократическое конституционное объединение»[20].
- 4 января — в больнице умер Мохаммед Буазизи, совершивший самосожжение 17 декабря в Сиди-Бузид.

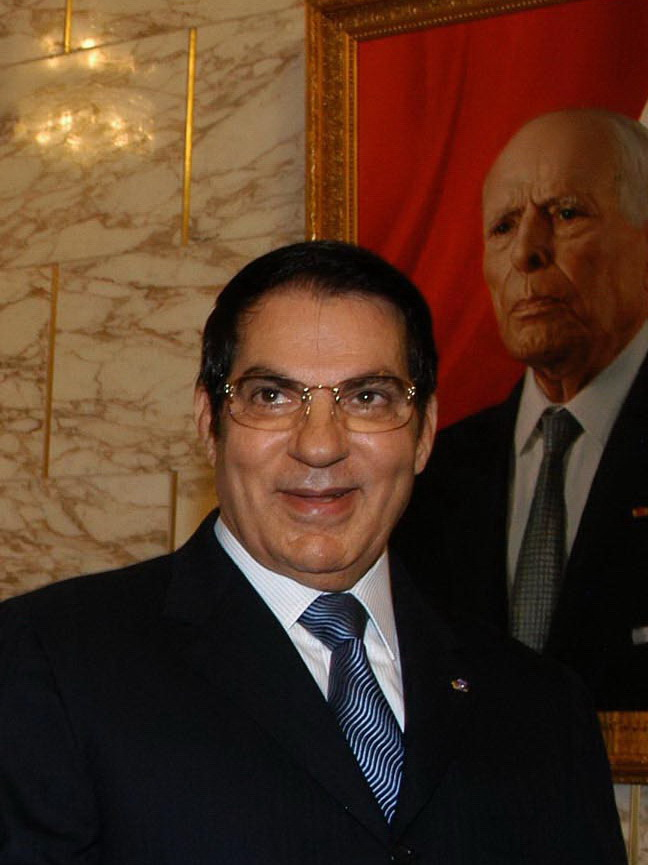
Свергнутый президент Зин эль-Абидин Бен Али на фоне портрета Хабиба Бургибы, основателя и первого президента Республики Тунис с 25 июля 1957 года по 7 ноября 1987 года

- 8-10 января — вспышка насилия произошла в городах Тала и Кассерин на западе страны: не менее 14 манифестантов застрелены полицией[21]. Произошли беспорядки и в Эттадхамуне — рабочем пригороде в 15 км от центра столицы[22]. В этот же день президент Бен Али выступил по национальному телевидению, чтобы осудить «хулиганов в масках и их действия». Он объявил о создании 300 тысяч рабочих мест в течение двух лет и временное закрытие всех школ и университетов.
- 12 января (среда) — премьер-министр Мохаммед Ганнуши объявил об увольнении министра внутренних дел Рафика Бельхаджа Касема и велел освободить всех арестованных с начала конфликта с целью умиротворения восстания. Эти объявления не успокоили движения. В столицу для поддержания порядка введены войска[23]. Также 12 января начинаются стихийные манифестации в туристическом центре Хаммамете.
- 13 января (четверг) — Тунис захлестывает волна беспорядков, в ходе которых звучат антиправительственные лозунги. Атакам подвергаются автомобили, школы и магазины[24]. В ответ полиция открывает огонь по демонстрантам[25].

### Свержение Бен Али
Пик народных волнений, приведших к бегству президента из страны, пришёлся на 14 января, более 100 тысяч человек вышло во всём Тунисе.
Протестующие для координации своих действий активно использовали социальные сети (Facebook), за что тунисские события иногда называли киберреволюцией.
Волну протестов активно поддержали тунисские рэперы, а также египетские коммунисты.
Публикация WikiLeaks материалов о коррупции режима способствовали его свержению.
Власть тем временем перешла в руки военных. Официальным главой государства стал премьер-министр Мохаммед Ганнуши. Этим событиям предшествовала многотысячная антиправительственная демонстрация в столице страны и втором по величине городе Сфакс. Перед своим бегством Бен Али отправил правительство в отставку, объявил досрочные парламентские выборы, а также пообещал снизить цены, разобраться с коррупцией и безработицей.
Поздно вечером руководитель Коммунистической партии рабочих Туниса Хамма Хаммами был арестован в своём доме неподалёку от Туниса. В Дузе, в городе на юге страны, двое гражданских лиц были убиты, один из них Хатем Беттахар (38 лет), преподаватель информатики в Университете технологии в городе Компьень (Франция). Он прибыл в Тунис по семейным обстоятельствам и стал первой иностранной жертвой этих протестов.
Международная федерация по правам человека огласила список имён из 66 человек, убитых с начала событий.

### Временное правительство
15 января 2011 года президент тунисского парламента Фуад Мебаза был провозглашён президентом согласно конституции Туниса, исключая возможность возврата Зин аль-Абидина Бен Али. Фуад Мебаза должен организовать президентские выборы в течение шестидесяти дней, как того требует конституция. Между тем, на фоне самоустранения полиции в стране обозначилась новая проблема — банды мародёров. Дворец беглого президента Бен Али разграблен. Стратегические объекты контролируют военные. Ведутся переговоры о создании правительства национального единства (временного правительства). В страну возвращаются лидеры политической эмиграции. На фоне этих событий тунисское телевидение со ссылкой на источник в силовых структурах сообщает о перестрелках военных с сотрудниками службы безопасности бывшего президента в районе президентского дворца.
17 января в Тунисе было сформировано правительство национального единства, в котором сохранили свои посты главы «старорежимного» МИД, МВД, Минобороны, Минфина, равно как и премьер-министр (они из старой правившей партии). Помимо них в правительство вошли ряд оппозиционеров (Ахмед Ибрахим, Мустафа бен Джафар и Наджиб Шебби). Новое правительство заявило о приверженности идеям свободы. Объявлена свобода информации, свобода действий неправительственных организаций, освобождение всех политических заключенных, расследование коррупции.
Демонстрация в столице, 1 тыс. человек, с требованием ликвидировать партию власти Бен Али.
- 18 января — Крупнейший профсоюз Туниса не признал правительство, пока в нём будут члены бывшей партии власти[44]. Не успев начать работу правительство «затрещало», 4 министра подали в отставку[45], партия оппозиции «Ат-Тадждид» (Обновление) пригрозила выйти[46] если 6 министров старой партии не порвут с ней. Позднее бывшая правившая партия исключила 6 человек из партии и Бен Али[47].
- 19 января — Освобождены политические заключённые из тюрем. Арестовано 33 родственника лидера бывшего режима, начато расследование коррупции и нанесения вреда стране[48]. Правительство собирается на первое заседание и будет решать вопрос подать ли в отставку[49], демонстрации в столице и городах страны с лозунгами: «За новый парламент! За новую конституцию! За новую республику!». ООН сообщила, что число жертв беспорядков превысило 100 человек[50]. Комендантский час сокращён на два часа 20:00—05:00[51] ранее было 18:00—05:00.
- 20 января — состоялось первое заседание правительства, его вёл временный президент Туниса. Министры департизировались (касается министров от бывшей партии власти). Амнистия политических заключённых. Подал в отставку один из бывших министров Бен Али. Объявлен трёхдневный траур по погибшим в беспорядках. Из казны пропало 1,5 тонны золота[52].
- 26 января — Временное правительство выдало международный ордер на арест свергнутого президента страны Зина аль-Абидина Бен Али[53].
- 27 января — под давлением улицы перестановки в правительстве, остававшиеся министры МВД, МИД, МО от правившей партии убраны, 12 назначений сделал премьер[54].
- 4 февраля — жизнь в Тунисе налаживается под руководством премьера Ганнуши. Действие комендантского часа продолжается. Произведена чистка в рядах сотрудников МВД. Заменены все 24 губернатора провинций. Восстановлена работа порта[55].
- 17 февраля — центральная площадь Туниса 7 ноября названа именем героя революции Мохаммеда Буазизи[56].
- 27 февраля — премьер-министр Ганнуши подал в отставку, подчинившись требованиям демонстрантов[57]. Следующим премьером стал Беджи Каид Эссебси. Указ подписал временный президент Фуэд Мебаза[58]

### Созыв Учредительного собрания
23 октября в Тунисе прошли выборы в Учредительное собрание, в состав которого войдут 217 делегатов. Учредительное собрание должно принять новую конституцию страны. Явка на выборах составила 90 %. Фаворит выборов — исламистская Партия возрождения («Эль-Нахда»).

## Жертвы и ущерб
МВД сообщил о 78 погибших, 94 ранено правозащитники говорят о ста погибших. Общий ущерб составил 3 миллиарда динаров (1,6 миллиарда евро) 1 февраля ООН уточнила данные: жертв 219, раненых 510, данные могут измениться.

## Международная реакция

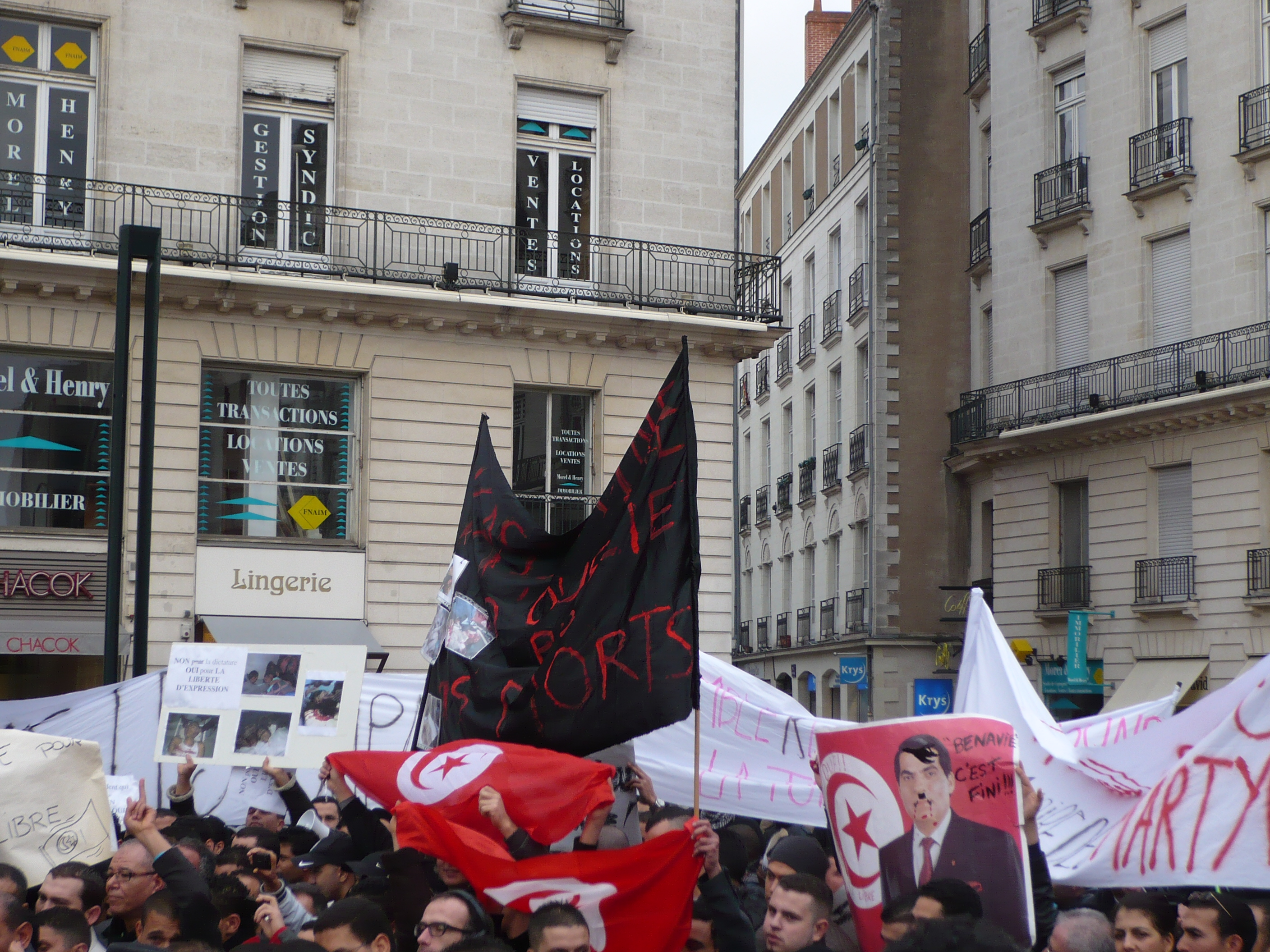
Демонстрация тунисской диаспоры в Нанте

В конце декабря британский журналист The Guardian Брайан Уитакер описал события как достаточные, чтобы положить конец правлению Зин эль-Абидина Бен Али. По его мнению, ситуация напоминает конец режима Николае Чаушеску в Румынии в декабре 1989 года. Интервью для телеканала Аль-Джазира: это «восстание является результатом смертельного сочетания нищеты, безработицы и политических репрессий — трёх характеристик большинства арабских стран». Данное заявление находится в русле опасений, что тунисские события породят эффект домино в арабских странах. Волна публичных самосожжений против безработицы уже прокатилась по Северной Африке. В Иордании прошли антиправительственные демонстрации солидарности с тунисцами под лозунгом: «Тунисская революция будет распространяться».

### «In quotes: Reaction to Tunisian Crisis»
15 января 2011 года BBC News опубликовали статью «In quotes: Reaction to Tunisian Crisis» в которой собраны оценки и мнения на революцию в Тунисе официальных представителей государств и организаций.
Соединённые Штаты Америки
- Президент Обама с первых дней революции осудил применение насилия со стороны властей, относительно мирно выступающих граждан Туниса. Затем президент США призвал соблюдать и уважать права человека, и как можно скорее провести честные, свободные и справедливые выборы для того, чтобы отразить истинную волю тунисского народа и удовлетворить его просьбы.

Великобритания
- Министр иностранных дел Великобритании, Уильям Хейг осудил насилие и призвал власти Туниса сделать всё возможное, чтобы устранить конфликт и решить разногласия мирным путём, а затем провести свободные и честные выборы.

Франция
- Президент Франции Николя Саркози заявил, что только диалог может обеспечить надёжный и демократический выход из сложившегося кризиса.

Германия
- Канцлер Германии Ангела Меркель заключает, что в Тунисе сложилась очень серьёзная ситуация и что причиной этому экономическая стагнация. Но Германия приложит все усилия для того, чтобы этот конфликт прошёл гладко и без ещё больших потерь.

Европейский союз
- Кэтрин Эштон верховный представитель Европейского союза по иностранным делам и политике безопасности, от лица Европейского союза, заявила, что они выражают поддержку и признание тунисскому народу и что все демократические устремления должны быть достигнуты мирным путём. Она призывает к сдержанности и спокойствию, для недопущения новых жертв.

Лига Арабских Государств
- Официальные представители Лиги Арабских Государств призывают все политические силы и всех народных представителей объединиться для сохранения достижений тунисского народа и перехода к национальному миру.

ООН
- Генеральный секретарь ООН Пан Ги Мун заявил, что при такой быстроразвивающейся ситуации все усилия должны быть приложены, чтобы наладить диалог и решить кризис мирным путём, чтобы предотвратить дальнейшие потери.

## Эвакуация туристов
Некоторые крупные британские и немецкие турфирмы начали эвакуацию туристов из Туниса. Эвакуировано 240 российских туристов самолётом в Москву.

### Ситуация, предшествующая революции
- Amin Allal, «Réformes néolibérales, clientélismes et protestations en situation autoritaire. Les mouvements contestataires dans le bassin minier de Gafsa en Tunisie (2008)», Politique Africaine, 2010/1 (n° 117).
- Nicolas Beau et Jean-Pierre Tuquoi, Notre ami Ben Ali, l’envers du " miracle tunisien ", Paris, éd. La Découverte, 1999, réédité 2002 et 2011 ISBN 2-7071-3710-3
- Larbi Chouikha et Éric Gobe, " La Tunisie entre la " révolte du bassin minier de Gafsa " et l’échéance électorale de 2009 ", in L’Année du Maghreb, V, 2009, Paris, éd. CNRS, p. 387—420, article en ligne
- Larbi Chouikha et Vincent Geisser, " Retour sur la révolte du bassin minier. Les cinq leçons politiques d’un conflit social inédit ", in L’Année du Maghreb, VI, 2010, Paris, éd. CNRS, p. 415—426, article en ligne
- Vincent Geisser et Éric Gobe, " Des fissures dans la " Maison Tunisie " ? Le régime de Ben Ali face aux mobilisations protestataires ", in L’Année du Maghreb, II, 2005—2006, Paris, éd. CNRS, p. 353—414, article en ligne
- Béatrice Hibou, La Force de l’obéissance. Économie politique de la répression en Tunisie, Paris, La Découverte, 2006.
- Moncef Marzouki, entretiens avec Vincent Geisser, Dictateurs en sursis : une voie démocratique pour le monde arabe, Paris, éd. de l’Atelier, 2009 ISBN 978-2-7082-4047-6
- Nicolas Beau et Catherine Graciet, La Régente de Carthage : Main basse sur la Tunisie, éd. La Découverte, Paris, 2009

### Революция 2010—2011 годов
- Amin Allal, « 'Avant on tenait le mur, maintenant on tient le quartier!' Germes d’un passage au politique de jeunes hommes de quartiers populaires lors du moment révolutionnaire à Tunis», Politique africaine 2011/1 (n° 121).
- Amin Allal, " Trajectoires 'révolutionnaires' en Tunisie. Processus de radicalisations politiques 2007—2011 ", Revue française de science politique 2012/5-6 (vol. 62).
- Amin Allal et Vincent Geisser, " Tunisie : " révolution de jasmin " ou intifada ? " Mouvements, 2011/2 (n° 66).
- " Le sourire des Tunisiens de France [15 janvier 2011] ", Contrepoint, l’autre point de vue de l’actualité du monde étudiant ISSN 2102-0582 n° 23 (février 2011) — p. 12-15.
- Jocelyne Dakhlia, Tunisie, le pays sans bruit, Paris, Actes Sud, 2011.
- Choukri Hmed, " Si le peuple un jour aspire à vivre, le destin se doit de répondre. Apprendre à devenir révolutionnaire en Tunisie ", Les Temps modernes, n° 664, mai-juillet 2011, p. 4-20.
- Choukri Hmed, " Réseaux dormants, contingence et structures. Genèses de la révolution tunisienne ", Revue française de science politique, 2012, 62 (5-6), p. 797—820.
- Choukri Hmed, «Répression d'État et situation révolutionnaire en Tunisie (2010—2011)», Vingtième Siècle. Revue d’histoire, 2015, 128, p. 77-90.
- Choukri Hmed, «'Le peuple veut la chute du régime'. Situations et issues révolutionnaires lors des occupations de la place de la Kasbah (2011)», Actes de la recherche en sciences sociales, 2016, 211—212, p. 72-91.
- El Kasbah, Tunisie. Fragments de révolution, Tunis, éd. Simpact, 2014.
- Mohamed Kilani, La Révolution des braves, Tunis, éd. Simpact, 2011.
- Olivier Piot, La Révolution tunisienne, Paris, éd. Les Petits Matins, 2011.
- Pierre Puchot, La Révolution confisquée, Paris, Actes Sud, 2012.
- Eric Borg & Alex Talamba, Sidi Bouzid kids, bande dessinée d', Casterman, 2012.
- Youssef Seddik, Unissons-nous ! Des révolutions arabes aux indignés, entretiens avec Gilles Vanderpooten, éd. L’Aube, 2011.
- Jamil Sayah, La Révolution tunisienne: la part du droit, Paris, Éditions L'Harmattan, 2013.ISBN 978-2-336-00662-8

На русском
- Юджин Роган. Арабы История. XVI-XXI вв = Eugene Rogan. The Arabs: A History. — М.: Альпина нон-фикшн, 2019. — 769  с. — ISBN 978-5-91671-990-1..